# 阿尔文德亚
阿尔文德亚，是西班牙卡斯蒂利亚-拉曼恰昆卡省的一个市镇。总面积38平方公里，总人口171人（2001年），人口密度5人/平方公里。